# Болотные леса Восточного Конго
Болотные леса Восточного Конго — топографически плоский экологический регион, полностью расположенный в Демократической Республике Конго на левом берегу реки Конго и её притоков. Специальный код экорегиона — AT0110, статус его сохранности оценивается как относительно стабильный.

## Климат
Среднегодовое количество осадков составляет более 2000 мм и средней максимальной температурой выше 30 °C. Средняя минимальная температура колеблется от 18 °C до 21 °C. Считается, что в течение последнего миллиона лет местность экорегиона могла быть значительно суше, чем сейчас, и что в какой-то момент этот регион мог находиться под огромным озером.

## Флора и фауна
В биологическом отношении этот экорегион является одним из наименее изученных в мире. Его леса не сильно выдаются ни по видовому богатству, ни по эндемизму.

### Флора
Растительность экорегиона имеет много общего с растительностью экорегионов болотных лесов Западного Конго на северо-западе и низинных лесов Центрального Конго на юго-востоке. Она состоит из мозаики открытой воды, болотистых, сезонно затопляемых и засушливых лесов и сезонно затопляемых саванн, которые страдают от сезонных наводнений реки Конго и её основных притоков.
Для болотных лесов характерны такие виды растений, как Alstonia congensis, Guibourtia demeusei, Sterculia subviolacea, Symphonia globulifera и Uapaca heudelotii, а также виды из родов гарциния и манилкара. В постоянно затапливаемых болотистых районах находятся участки насаждений пальмы рафия, которые могут занимать значительные площади в пределах экорегиона. Дамбовые леса на возвышенностях содержат много лиан, там находятся виды Daniellia pynaertii и Gilbertiodendron dewevrei, которые растут вдоль дамб. На открытых участках часто растёт вид орхидей Eulophia porphyroglossa.

### Фауна
Река Конго является барьером для распространения многих видов животных. Например, ангольская крошечная мартышка, ангольский колобус, бонобо, мартышка Вольфа, мартышка дриас и чёрный мангобей встречаются только на левобережье Конго, большинство из этих видов также встречается в экорегионе.
Почти эндемичными видами для экорегиона являются виды Chalinolobus alboguttatus и Lophuromys huttereri.
Богатство орнитофауны умеренно велико, известно, что ни одна птица не является эндемичной. Виды птиц с ограниченным ареалом, обитающие в экорегионе, включают Nectarinia congensis, Riparia congica и африканскую речную ласточку.
Несколько амфибий и рептилий являются эндемиками экорегиона, среди них только один вид является строгим эндемиком — лягушка Cryptothylax minutus. Есть 4 почти эндемичные рептилии: Chamaeleo chapini, Gastropholis tropidopholis, Polemon robustus и Zygaspis dolichomenta.

## Состояние экорегиона
Леса экорегиона несильно затронуты человеком. Плотность населения составляет в среднем около 12 чел. на км² и, как правило, сосредоточена в деревнях вдоль основных речных систем.
Основными угрозами для экорегиона являются лесозаготовки, охота и браконьерство, особенно из-за лёгкости доступа в леса через реку Конго, так как она является судоходным путём. Охота ведётся для добычи мяса диких животных и слоновой кости, в Демократической Республике Конго особенно хорошо профессиональна охота на слонов. Неподтверждённая информация говорит, что слоны исчезли с больших территорий, однако могли сократиться и другие виды.
Некоторые охранные территории экорегиона включают национальный парк Салонга и заповедники Ломако-Йококала и Чуапа-Ломами-Луалаба, все три частично попадают на территорию экорегиона.